# Oscar de la Renta
Óscar Arístides Ortiz de la Renta Fiallo, conhecido como Oscar de la Renta (Santo Domingo, 22 de Julho de 1932 - 21 de outubro de 2014), foi um estilista e designer de moda dominicano, naturalizado estadunidense.

## Biografia
Filho de mãe dominicana e pai porto-riquenho, aos dezoito anos de idade mudou-se para a Espanha. Trabalhou em diversas casas de moda, tais como Cristóbal Balenciaga, Antonio Castillo e Elizabeth Arden.
Em Madri iniciou os estudos para tornar-se pintor, mas logo mudou o rumo da carreira e tornou-se estilista, ganhando fama quando um vestido de sua criação foi usado pela filha do embaixador dos EUA e apareceu na capa da revista Life.
Elaborou vestimentas para personalidades como: Hillary Clinton, Jacqueline Kennedy, Barbara Walters, Sarah Jessica Parker, Nancy Reagan, Laura Bush e outras.